# Belel Forest Park
Der Belel Forest Park ist ein Waldgebiet im westafrikanischen Staat Gambia.

## Topographie
Das im Jahr 1954 ausgewiesene Gebiet mit 405 Hektar liegt der Verwaltungseinheit Central River Region im Distrikt Lower Saloum. Das ungefähr 2,4 mal 1,6 Kilometer große Gelände liegt südlich der North Bank Road, Gambias zweitwichtigster Fernstraße. Die Entfernung von Farafenni beträgt 31 Kilometer. Der Ort Kau-ur ist 5,6 Kilometer entfernt.
In der Nähe des Gebietes, bei der Koordinate: 13° 41′ N, 15° 22′ W befindet sich ein markanter Hügel namens Balangar Hill, er ist 47 Meter hoch.